# Blue Button
Blue Button is een persoonlijk elektronisch patiëntendossier systeem in de Verenigde Staten.
Oorspronkelijk is dit systeem opgezet voor Amerikaanse veteranen, maar het is nu voor breder publiek beschikbaar. Het systeem geeft de patiënt de controle over welke hulpverlener inzicht in zijn dossier krijgt. Hiermee heeft de patiënt meer zicht op wat er met zijn medische persoonsgegevens gebeurt.
Het logo bestaat uit een blauw rondje met een pijl erin dat een download moet voorstellen. Dit logo is een symbool dat op de website gebruikt kan worden en wordt door meerdere marktpartijen gebruikt.